# Presidentvalet i USA 1884
Presidentvalet 1884 i USA var det 25:e amerikanska presidentvalet som hölls tisdagen den 4 november 1884. New Yorks guvernör Grover Cleveland besegrade republikanen James G. Blaine från Maine.